# Kościelisko (Klein-Polen)
Kościelisko is een dorp in het Poolse woiwodschap Klein-Polen, in het district Tatrzański. De plaats maakt deel uit van de gemeente Kościelisko en telt 3900 inwoners.

## Geboren
- Karolina Riemen (19 augustus 1988), freestyleskiester